# 타카하시 잇세이
타카하시 잇세이(高橋 一生, 1980년 12월 9일 ~ )는 일본의 배우이다. 도쿄도 출신. 마이 프로모션 소속. 소속 레이블은 유니버설 시그마. 신장은 175cm, 혈액형은 O형이다.
남동생은 never young beach의 아베 유마.

## 악력
어린 시절에 꽉 막힌 경향이었던 것을 지켜 보고 있던 할머니가 다양한 활동을 시켜 주었지만, 이것저것 다 오래 가지 않았다. 그러나 활동 중 하나였던 아동 극단 발표회에서 할머니가 울고 기뻐하는 것을 보고 배우를 계속하기로 결심했다.
1990년 영화 《별을 잇는 것》으로 영화 첫 출연. 1995년 스튜디오 지브리 제작의 애니메이션 영화 《귀를 기울이면》에서 주요 캐릭터인 아마사와 세이지의 목소리를 연기했다. 2001년부터 〈극단 토리비좌〉에 입단, 무대 《포틴 브라스》에서 준 주역 데뷔.
1999년 호리코시 고등학교를 졸업했다. 클래스 메이트는 V6의 오카다 준이치, 배우의 니이야마 치하루, 여배우·스타일리스트 노나미 마호가 있다.
2004년 TV 드라마 《괴기 대가족》으로 연속 드라마 첫 주연을 완수했다.
2015년 TV 드라마 《민왕》에서 카이바라 모헤이 역을 맡아 제1회 컨피던스 어워드 드라마상과 제86회 더 텔레비전 드라마 아카데미상에서 각각 남우조연상을 수상했다.
2016년에 방송된 스페셜 드라마 중 한 편인 《민왕 스핀오프~사랑하는 총재 선거~》와 인터넷 방송 한정의 번외편 드라마 《민왕 번외편 비서 카이바라와 6명의 수상한 손님들》에세 주인공으로서 민왕 스핀오프 BOOK 【카이바라편】」도 발매되었다.
2017년에는 TV 드라마 《콰르텟》에 출연, 이 작품을 통해 제7회 컨피던스 어워드 드라마상의 남우조연상을 수상, 더 나아가 연간 대상에서도 남우조연상을 수상하는 등 연중 배우 활동도 높은 평가를 받았다. 또한 NHK에서는 대하드라마 《여자 성주 나오토라》와 연속 TV 소설 《와로텐카》에서 조연급으로 연달아 출연했다. 같은 해 3월에는 여성 잡지 〈an·an〉의 누드 화보에 등장한 것이 화제를 모았다. 2017년 상반기 브레이크 배우 랭킹(오리콘 조사)에서 10대부터 50대까지의 남녀 대상의 세대별 랭킹에서도 모두 선두를 획득했다. 《여자 성주 나오토라》에서의 오노 마사츠구 역의 연기는 제95회 더 텔레비전 드라마 아카데미상 남우조연상 등을 수상하며 관객들에게 ‘마사츠구 로스’를 가져 왔다고 불리었다.
2018년에는, TV 드라마 《우리들은 기적으로 되어 있다》(칸사이 TV·후지 TV 계열)로 민방 골든·프라임 시간대 드라마에 첫 주연을 맡았다. 2018년 10월기부터 2019년 4월기까지 3분기 연속 드라마의 주연을 맡았다. (《우리들은 기적으로 되어 있다》, 《초승달》, 《도쿄 독신 남자》)  또한, 《도쿄 독신 남자》(TV 아사히)에서는 주연을 맡는 것 뿐만이 아니라 주제가도 담당했으며, 이것이 정식 CD 데뷔작이 되었다.
2019년 9월, 음악 프로그램 《The Covers》에 도쿄 스카 파라다이스 오케스트라의 게스트 보컬로 출연, 첫 음악 프로그램 출연이 되었다. 도쿄 스카 파라다이스 오케스트라와 함께 엘리펀트 카시마시의 악곡 〈우리들의 내일 (俺たちの明日)〉을 노래하고, CM 송으로 온에어된 〈Paradise Has no border〉를 블루스 하프로 연주했다.

## 인물
- 도쿄도 미나토구 아카사카[16]에서 장남으로 태어났다. 어머니가 세 번 결혼을 했기 때문에 뮤지션의 아베 유마(삼남)을 포함해 4명의 이부 동생이 있다. 막내 동생과의 나이 차이는 18세이고, 동생들의 아기 때부터 기저귀를 갈아주는 등의 관심과 성장도 가계부를 붙이는 등 아버지의 역할도 하고 있었다. 어머니는 2015년에 사망했다. 10년 정도 불화 관계였었지만, 어머니가 암으로 사망하기 일주일 전에 드디어 대면하고 화해를 하였고 마지막을 배웅했다.[17]

- 특기는 스케이트보드, 농구, 기타, 블루스 하프.[1] 집에 있는 가구와 식물에도 이름을 붙이고 있다.[18]

- 자전거를 좋아해, 맞춤형 자전거를 가지고 있다. 집에 스핀 자전거가 놓여져 있어, 매일 20km 정도를 달리고 있다.[19]

- 2017년, 쇼후쿠테이 츠루베가 사회를 맡는 토크 정보 프로그램 《A-Studio》에 게스트로 출연했을 때, 지금까지의 배우 활동을 되돌아 보며 “자신은 계속 히키코모리거나 어둡거나 부정적인 역할이 많았습니다.( 2013년에 방송된 드라마 《Woman》의 의사·사와무라의 친구 유고 역에서) 처음 “양”의 측면을 맡아 이런 역할도 맡겨 주었던 것이 이전과 이후로 나누어져 있습니다”라고 말하고 있다.[20]

- 고등학교 동창인 오카다 준이치와는 친구로 다카하시가 오카다에 등산을 추천했기 때문에 오카다에 (등산)‘선생님’이라고 불리고 있다.[21]

- 좋아하는 코미디언에 FUJIWARA·하라니시 타카유키의 이름을 말하고 있다.[22]

- 좋아하는 아티스트로 엘리펀트 카시마시의 이름을 언급하고 있으며, 엘리펀트 카시마시의 트리뷰트 앨범 〈커버 앨범 3 ~A Tribute To The Elephant Kashimashi~〉에서 〈우리들의 내일 (俺たちの明日)〉을 커버했다. 그리고 주연 드라마 주제가를 노래로 결정된 경우에는 스스로 경애하는 미야모토 코지에 프로듀스를 제안. 미야모토는 데뷔 이후 30년 동안 자신의 밴드 이외의 악곡 제공 및 프로듀스를 한번도 하지 않았지만, 다카하시라면 이라고 흔쾌히 허락해 실현에 이르렀다.[23] 또한, 마츠토야 유미도 좋아해, 마츠토야의 라디오에서 마츠토야의 신작 앨범에 대한 검토 의견을 발표하고, 마츠토야 유미 본인에게 그 마음을 전했다.[24] 그외에 좋아하는 아티스트로 후지이 후미야의 이름을 언급하고 있으며, 2017년 5월 28일에 시즈오카현 하마마츠시에서 개최된 〈여자 성주 나오토라 콘서트 ~ 싸우는 꽃·나오토라의 사랑~〉에서 후미야의 악곡 〈Little Sky〉를 후미야와 함께 듀엣으로 가창했다.[25]

## 출연 작품
역할의 굵은 표시는 주연 작품

### 텔레비전 드라마
| 방송일자                          | 제목 | 역할                               | 방송사                                | 비고          |
| --------------------------------- | --- | ---------------------------------- | ------------------------------------- | ------------- |
| 1990년 2월 8일                    | 속속·3인을 베다! 제5화 〈수수께끼의 야마타이국! 왕관을 지킨 레이칸 미녀〉                                        | 토메키치                           | TV 아사히                             |               |
| 1990년 4월 13일                   | 형사 귀족 제1화 〈그때 늑대는 각성했다〉                                                                         |                                    | NTV                                   |               |
| 1990년 10월 18일 ~ 12월 22일      | 뉴욕 러브 스토리 II·남자와 여자                                                                                  | 토우에 카즈노리                    | 후지 TV                               |               |
| 1991년 5월 15일                   | 루주의 전언 VOL.7 〈중앙 프리웨이〉                                                                              |                                    | TBS                                   |               |
| 1992년                            | 코라! 난바시욧토                                                                                                 | 테츠야의 급우                      | NHK 종합                              |               |
| 1992년                            | 사랑 러브 가족                                                                                                   |                                    | CBC                                   |               |
| 1992년 10월 13일                  | 한시치 체포록 제1화 부처님의 한시치가 된다!                                                                      | 타이시                             | NTV                                   |               |
| 1992년 10월 25일                  | 특수 엑시드래프트 제38화 〈의복, 요리 배달 일인분〉                                                              | 오오사키 타로                      | TV 아사히                             |               |
| 1993년 1월 22일 ~ 2월 12일        | 공룡전대 주레인저 제47화 ~ 50화                                                                                  | 카이                               | TV 아사히                             |               |
| 1993년 4월 9일                    | 사자에상 2 |                                    | 후지 TV                               |               |
| 1994년 7월 12일                   | 요이코와 놀자 / J·MOVIE·WARS II 〈히라야마 히데유키〉편                                                          | 나미후                             | WOWOW                                 |               |
| 1996년 7월 6일 ~ 8월 17일         | KIRARA |                                    | TV 아사히                             |               |
| 1996년 9월 25일                   | 치키 치키 뱅뱅                                                                                                   |                                    | NTV                                   |               |
| 1997년 2월 21일                   | 낚시 데카 사건부 바다의 밀실 살인 사건                                                                           | 아사쿠라 마코토 역                 | 후지 TV                               |               |
| 1997년 6월 16일                   | D 유전자 Fiction Documentary 제10화 〈드래그 믹서기〉                                                            |                                    | 후지 TV                               |               |
| 1998년 1월 20일                   | 화요일 서스펜스 극장 〈야간 중학교〉                                                                             | 미야시타 히데키                    | NTV                                   |               |
| 1998년 1월 24일 ~ 3월 19일        | 니와시사짱 | 가노 후쿠스케                      | NHK 종합                              |               |
| 1998년 4월 27일                   | 미소녀 H 제2화 〈사랑하는 소녀〉                                                                                 | 니시무라                           | 후지 TV                               |               |
| 1998년 8월 3일                    | 미소녀 H 제16화 〈소녀의 목표〉                                                                                  | 니시무라                           | 후지 TV                               |               |
| 1998년 4월 5일                    | Y 씨의 이웃 제4화 〈나의 신〉                                                                                    |                                    | TBS                                   |               |
| 1998년 7월 4일                    | 토요일 와이드 극장 〈사건 6〉                                                                                    | 이와모토 유이치                    | TV 아사히                             |               |
| 1998년 8월 12일                   | 애달프다 제19화 〈선향 불꽃〉                                                                                    |                                    | TV 아사히                             |               |
| 1998년 8월 21일                   | 금요일 엔터테인먼트 〈나쁜 짓 제3화 ‘말 안 해요’〉                                                               | 히라타 노리후미                    | 후지 TV·교도 TV                       |               |
| 1998년 9월 21일                   | 학교의 도전 |                                    | ABC 방송                              |               |
| 1998년 11월 3일                   | 화요일 서스펜스 극장 〈맹인 탐정·마츠나가 레이타로 10·복수 환상〉                                                | 아사노 신지                        | NTV                                   |               |
| 1998년 11월 14일                  | 낫짱 집 제7화 〈낫짱 집의 거울〉                                                                                 |                                    | TV 아사히                             |               |
| 1998년 12월 5일 ~ 12월 19일       | 소년 | 스기타 코이치                      | NHK 종합                              |               |
| 1999년 4월 2일                    | 시쿠지리 카가미사부로 제1화                                                                                      | 헤이키치                           | NHK 종합                              |               |
| 1999년 4월 9일 ~ 6월 25일         | L × I × V × E 제4화 〈안녕 취주악부〉                                                                            | 사이토                             | TBS                                   |               |
| 1999년 8월 1일 ~ 12월 12일        | 대하드라마 〈겐로쿠 요란〉 제30화·제32화 ~ 제36화·제41화                                                         | 야나기사와 요시사토                | NHK                                   |               |
| 1999년 9월 13일 ~ 10월 4일        | 무서운 동화 〈엄지 공주〉                                                                                        | 키미지마 유이치                    | TBS                                   |               |
| 1999년 12월 11일                  | 토요일 와이드 극장 〈보호사 나츠메 세이치〉                                                                      | 모리모토 오사무                    | TV 아사히                             |               |
| 2000년 2월 24일                   | 3학년 B반 킨파치 선생님 제 5시리즈 제18화 〈자신을 찾는 여행〉                                                   | 스시 가게 배달원                   | TBS                                   |               |
| 2000년 4월 28일 ~ 6월 23일        | 이케부쿠로 웨스트 게이트 파크 제3화·제6화·제7화·제10화·제11화                                                    | 모리나가 카즈노리                  | TBS                                   |               |
| 2000년 10월 25일                  | 하미다시 형사 정열계 제 5시리즈 제4화 〈17세의 도전과 도망!! 딸이 떠난 아버지와 어머니...〉                      | 미우라 사토루                      | TV 아사히                             |               |
| 2000년 12월 23일                  | 토요일 와이드 극장 〈살인의 끝 - 코이키 시테이 188호의 여자〉                                                    | 마츠무라 히로시                    | TV 아사히                             |               |
| 2001년 3월 12일                   | HERO 제10화 | 요시다 신이치                      | 후지 TV                               |               |
| 2001년                            | 울트라맨 코스모스 제21화·제22화·제63화                                                                           | 미츠야                             | MBS                                   |               |
| 2001년 10월 4일                   | 기묘한 이야기 '01 가을 특별편 〈드라마틱 신드롬〉                                                                | 타카유키                           | 후지 TV                               |               |
| 2001년 10월 8일                   | 여기 세 번째 사회부 제1화 〈복귀〉                                                                               | 노지마 테츠시                      | TBS                                   |               |
| 2001년 11월 21일                  | 한도쿠!!! 제7화 〈생명의 릴레이〉                                                                                | 미나미노 후우                      | TBS                                   |               |
| 2001년 12월 5일                   | 하미다시 형사 정열계 제 6시리즈 제10화 〈눈물의 의료 과실 살인!! 아버지와 마을 매장의 위험한 동거〉              | 미우라 사토루                      | TV 아사히                             |               |
| 2002년 1월 1일                    | 구명 병동 24시 신춘 스페셜                                                                                       | 다이마루                           | 후지 TV                               |               |
| 2002년 1월 14일                   | 세무 조사관·마도기와 타로의 사건부 8                                                                             | 후나츠 요이치                      | TBS                                   |               |
| 2002년 4월 3일                    | 범죄 교섭인 유리코 2 〈수상 온천 농성 사건!〉                                                                    | 코다마 아야토                      | TV 도쿄                               |               |
| 2002년 9월 14일                   | 토요일 와이드 극장 〈여형사 두 명〉 제1화 ‘잠자는 살인’                                                          | 카와시마 쇼타                      | TV 아사히                             |               |
| 2002년 10월 28일                  | 유언 오케가와 스토커 살인 사건의 내막                                                                            |                                    | NTV                                   |               |
| 2002년 11월 19일                  | 화요일 서스펜스 극장 〈말할 수 없는 관계〉                                                                       | 아이카와 에이치                    | NTV                                   |               |
| 2003년 3월 15일                   | 미치노쿠 홍화 가도 살인 사건!                                                                                    | 시마무라 노부히코                  | TV 아사히                             |               |
| 2003년 3월 28일                   | 이케부쿠로 웨스트 게이트 파크 수프 회(SP)                                                                        | 모리나가 카즈노리                  | TBS                                   |               |
| 2003년 5월 27일                   | 화요일 서스펜스 극장 〈취조실 19〉                                                                               | 야사카 미츠히코                    | NTV                                   |               |
| 2003년 6월 16일                   | 맹인 안내견 퀼의 일생 제1화 〈처음 안녕〉                                                                        | 미토 렌의 아들                     | NHK 종합                              |               |
| 2003년 7월 31일                   | 기쿠지로는 사키 제5화                                                                                            |                                    | TV 아사히                             |               |
| 2004년 8월 3일                    | 울트라Q dark fantasy 제19화 〈렌즈 너머의 사랑〉                                                                 | 야지마 타다시 / 야지마 시게오      | TV 도쿄                               |               |
| 2004년 8월 11일                   | 외톨이 형사 순정파 제17 시리즈 제6화 〈청년 간병인의 범죄!? 착한 남자가 이성을 잃을 시간〉                       |                                    | TV 아사히                             |               |
| 2004년 8월 15일 ~ 11월 21일       | 대하드라마 〈신센구미!〉 제32화·제39화·제44화 ~ 제46화                                                           | 마츠다이라 사다아키                | NHK                                   |               |
| 2004년 10월 3일 ~ 12월 26일       | 괴기 대가족 | 이마와노 키요시                    | TV 도쿄                               |               |
| 2005년 9월 6일                    | 화요일 서스펜스 극장 〈경부보 츠쿠다지로 21·아내의 첫사랑〉                                                      | 토미 하야오                        | NTV                                   |               |
| 2005년 9월 17일                   | 일본의 역사 제4화 〈세키가하라 전투〉                                                                            |                                    | 후지 TV                               |               |
| 2005년 11월 2일·9일               | 파트너 Season 4 제4화 〈은근한 연쇄 살인〉, 제5화 〈악마의 속삭임〉                                              | 안자이 나오타로                    | TV 아사히                             |               |
| 2005년 12월 10일·17일             | 클라이머즈 하이                                                                                                  | 안자이 린타로                      | NHK 종합                              |               |
| 2006년 1월 1일                    | 휴대폰 형사 제니가타 1st 시리즈 제17화 〈미스테리 작가는 두번 죽는다?~에도가와 삼포 살인 사건〉                  | 에도가와 세이                      | BS-i                                  |               |
| 2006년 3월 22일                   | 조금은, 보은이 되었을까                                                                                          | 키타하라 마사카즈                  | TBS                                   |               |
| 2006년 5월 22일 ~ 7월 14일        | 나는 주부로소이다 제27화                                                                                         | 아사노 타쿠미 (필명 : 요루 시즈카) | TBS                                   |               |
| 2006년 9월 9일                    | 토요일 프리미엄 〈사망 추정 시각〉                                                                               | 와타나베 리이치 (회상)             | 후지 TV                               |               |
| 2006년 9월 29일                   | 눈물이 주룩주룩 4시간 스페셜 〈전화 박스 남매〉                                                                  |                                    | TBS                                   |               |
| 2006년 11월 8일                   | 파트너 Season 5 제5화 〈악마에 대한 복수 살인〉                                                                  | 안자이 나오타로                    | TV 아사히                             |               |
| 2006년 12월 23일                  | 사랑하는 일요일 뉴 타입 제12화                                                                                   | 아키야마 카즈유키                  | BS-i                                  |               |
| 2007년 1월 21일 ~ 11월 11일       | 대하드라마 〈풍림화산〉 제3화·제4화·제7화 ~ 제10화·제12화 ~ 제15화·제20화 ~ 제27화·제29화 ~ 제41화·제43화·제45화 | 코마이 마사타케                    | NHK                                   |               |
| 2007년 4월 27일 ~ 6월 22일        | 특급 다나카 3호 제3화·제4화·제7화 ~ 제9화                                                                        | 미시마 켄                          | TBS                                   |               |
| 2007년                            | 섹시 보이스 앤 로보 VOICE 7                                                                                      |                                    | NTV                                   | 미방영        |
| 2007년 6월 22일                   | 바닷 바람의 진료소 ~곶의 닥터 분전기~                                                                            | 쿠보타 아츠시 역                   | 후지 TV                               |               |
| 2007년 10월 18일 ~ 12월 20일      | 의룡-Team Medical Dragon-2 제2화                                                                                 | 토야마 세이지                      | 후지 TV                               |               |
| 2008년 1월 12일 ~ 3월 8일         | 1파운드의 복음                                                                                                   | 이시자카 유스케                    | NTV                                   |               |
| 2008년 7월 2일 ~ 9월 10일         | 곤조 전설의 형사                                                                                                 | 히비노 유지                        | TV 아사히                             |               |
| 2010년 3월 6일 ~ 4월 24일         | SOIL | 카타쿠리 쇼고                      | WOWOW                                 |               |
| 2010년 7월 3일 ~ 7월 31일         | 철의 뼈 | 야마모토 이사오                    | NHK 종합                              |               |
| 2010년 7월 7일 ~ 9월 29일         | MM9 | 하이다 료                          | MBS                                   |               |
| 2010년 9월 5일                    | 외과의 스마 히사요시                                                                                             | 노무라의 아들                      | TV 아사히                             |               |
| 2010년 12월 9일·12월 16일         | 의룡-Team Medical Dragon-3 제9화·제10화                                                                          | 토야마 세이지                      | 후지 TV                               |               |
| 2010년 12월 10일                  | 낯선 우리 마을                                                                                                   | 오카바야시 토시유키                | NHK 후쿠오카                          |               |
| 2011년 2월 10일                   | 트라이 에이지 -3세대 도전-                                                                                       | 이시카와 다쿠보쿠                  | NHK BS-hi                             |               |
| 2011년 4월 12일 ~ 6월 21일        | 이름을 잃어버린 여신                                                                                             | 안노 히데타카                      | 후지 TV                               |               |
| 2011년 6월 23일 ~ 6월 25일        | 연속 TV 소설 〈해님〉 제12주 제70화 ~ 제72화                                                                     | 우에하라 히데오                    | NHK                                   |               |
| 2011년 10월 4일                   | 라스트 머니 -사랑의 가격- 제4화                                                                                  | 야마노우치 타카미치                | NHK 종합                              |               |
| 2011년 11월 5일                   | 화차 | 쿠라타 코지                        | TV 아사히                             |               |
| 2011년 11월 25일·12월 2일         | 11명이나 있어! 제6화·제7화                                                                                       | 소토야마 켄스케                    | TV 아사히                             |               |
| 2012년 2월 26일                   | 망상 수사~쿠와가타 코이치 교수의 스타일리시한 생활 제6화                                                         | 야마우치 야스오                    | TV 아사히                             |               |
| 2012년 3월 4일·11일               | 하야미 씨라고 불릴 날 제8화·제9화                                                                                | 토리타니 아키히코                  | 후지 TV                               |               |
| 2012년 3월 20일                   | 사극 법정 CASE 9 피고인은 히지카타 토시죠                                                                        | 히지카타 토시죠                    | 시대극 전문 채널                      |               |
| 2012년 4월 26일 ~ 6월 14일,       | W의 비극 | 마사키 쇼헤이                      | TV 아사히                             |               |
| 2012년 8월 6일                    | 나니와 소년 탐정단 제6화                                                                                         | 야마시타 히로오                    | TBS                                   |               |
| 2012년 9월 22일·2014년 6월 8일    | 정성을 다해 요리첩                                                                                               | 마타지 역                          | TV 아사히                             |               |
| 2012년 10월 21일                  | 히토리 시즈카 제1화                                                                                              | 키자키 싱고                        | WOWOW                                 |               |
| 2013년 2월 19일 ~ 3월 26일        | 라스트 호프 제6화 ~ 제11화                                                                                       | 사이토 켄                          | 후지 TV                               |               |
| 2013년 4월 13일                   | 라스트 디너 제6밤 〈옐〉                                                                                         | 카이토                             | NHK BS 프리미엄                       |               |
| 2013년 4월 14일·4월 21일,         | 음식이 있는 그녀의 식단첩 제5화·제6화                                                                            | 야마다 나오야                      | NHK 종합                              |               |
| 2013년 6월 25일 ~ 8월 13일        | 격류~나를 기억하고 있습니까?~                                                                                    | 아키요시 켄지                      | NHK 종합                              |               |
| 2013년 7월 3일 ~ 9월 11일         | Woman | 사와무라 유고                      | NTV                                   |               |
| 2014년 1월 5일 ~ 12월 21일        | 대하드라마 〈군사 칸베에〉                                                                                       | 이노우에 쿠로에몬                  | NHK                                   |               |
| 2014년 1월 17일 ~ 3월 21일        | 밤의 선생님 | 야마다 이치로                      | TBS                                   |               |
| 2014년 5월 18일 ~ 6월 15일        | 모자이크 재팬 | 코코노이 요시아키 역               | WOWOW                                 |               |
| 2014년 7월 7일 ~ 9월 15일         | 베드로의 장렬 | 하시모토 마사히코                  | TBS                                   |               |
| 2014년 11월 10일 ~ 12월 22일      | 노부나가 콘체르토 제5화 ~ 최종화                                                                                 | 아자이 나가마사                    | 후지 TV                               |               |
| 2015년 1월 11일 ~ 3월 1일         | 그래서 황야 | 카메다 쇼고                        | NHK BS 프리미엄                       |               |
| 2015년 4월 15일 ~ 6월 17일        | Dr.린타로 | 후쿠하라 다이사쿠                  | NTV                                   |               |
| 2015년 7월 24일 ~ 9월 18일        | 민왕 | 카이바라 모헤이                    | TV 아사히                             |               |
| 2015년 8월 1일                    | 더 프리미엄 〈교쿠온호우소를 만든 남자들〉                                                                       | 육군 소령·하타나카 겐지            | NHK BS 프리미엄                       |               |
| 2015년 10월 6일                   | 야마모토 슈고로 인정 시대극 첫번째 이야기 〈눈물 다리〉                                                          | 신키치                             | BS 재팬                               |               |
| 2015년 11월 28일                  | 기묘한 이야기 25주년 기념! 가을 2주 연속 SP~영화 감독 편~ 〈상자〉                                               | 요시노 다이스케                    | 후지 TV                               |               |
| 2016년 1월 3일                    | 더 프리미엄 〈오오에도 염상〉                                                                                    | 호시나 마사유키                    | NHK BS 프리미엄                       |               |
| 2016년 1월 18일 ~ 3월 21일        | 언젠가 이 사랑을 떠올리면 분명 울어버릴 것 같아                                                                  | 사비키 죠지                        | 후지 TV                               |               |
| 2016년 4월 15일                   | 민왕 스페셜 ~새로운 음모~                                                                                        | 카이바라 모헤이                    | TV 아사히                             |               |
| 2016년 4월 19일 ~ 6월 14일        | 나의 위험한 아내                                                                                                 | 쿠지라이 카즈키                    | 칸사이 TV·후지 TV                     |               |
| 2016년 4월 22일                   | 민왕 스핀오프 ~사랑하는 총재 선거~                                                                               | 카이바라 모헤이                    | TV 아사히                             |               |
| 2016년 5월 28일                   | 기묘한 이야기 '16 봄 특별편 〈퀴즈 아저씨〉                                                                      | 코가 사부로                        | 후지 TV                               |               |
| 2016년 7월 22일 ~ 9월 9일         | 그·라·메!~총리의 요리사~                                                                                         | 키요사와 하루키                    | TV 아사히                             |               |
| 2016년 10월 25일 ~ 12월 13일      | 프린세스 메종 | 다테 마사카즈                      | NHK BS 프리미엄                       |               |
| 2016년 12월 20일                  | 나에게 운명의 사랑이란 있을 수 없다고 생각했다                                                                   | 쿠로카와 소이치로                  | 칸사이 TV·후지 TV                     |               |
| 2017년 1월 17일 ~ 3월 21일        | 콰르텟 | 이에모리 유타카                    | TBS                                   | [ 26 ]        |
| 2017년 2월 5일 ~ 8월 20일         | 대하드라마 〈여자 성주 나오토라〉 제5화 ~ 제33화                                                                 | 오노 마사츠구                      | NHK                                   |               |
| 2017년 10월 2일 ~ 2018년 3월 31일 | 연속 TV 소설 〈와로텐카〉                                                                                        | 이노 시오리                        | NHK                                   |               |
| 2017년 10월 23일 ~ 12월 25일      | 민중의 적 ~세상, 이상하지 않습니까!?~                                                                            | 토도 마코토                        | 후지 TV                               | [ 27 ]        |
| 2018년 10월 9일 ~ 12월 11일       | 우리들은 기적으로 되어 있다                                                                                      | 아이카와 카즈키                    | 칸사이 TV·후지 TV                     |               |
| 2019년 1월 26일 ~ 2월 23일        | 초승달 | 오시마 고로                        | NHK 종합                              |               |
| 2019년 3월 2일                    | 빨간 뱃지 | 마키타 슈                          | 후지 TV                               | 촬영은 2012년 |
| 2019년 4월 13일 ~ 6월 8일         | 도쿄 독신 남자                                                                                                   | 이시바시 타로                      | TV 아사히                             |               |
| 2019년 7월 19일 ~ 9월 20일        | 나기의 휴식 | 가몬 신지                          | TBS                                   | [ 28 ]        |
| 2020년 5월 8일                    | 지금이니까 신작드라마 만들어 봤습니다 제3의 밤 〈전·코·생〉                                                      | 다카하시 잇세이                    | NHK 종합                              |               |
| 2020년 6월 6일                    | 스파이 아내 | 후쿠하라 유사쿠                    | BS8K                                  | [ 29 ]        |
| 2020년 7월 28일~ 9월 15일         | 용의 길 두 얼굴의 복수자                                                                                         | 야바타 류지                        | 칸사이 TV·후지 TV                     | [ 32 ]        |
| 2020년 12월 28일 ~ 30일           | 키시베 로한은 움직이지 않는다 제1화 〈부자 마을〉, 제2화 〈쿠샤가라〉, 제3화 〈DNA〉                             | 키시베 로한                        | NHK 종합                              | [ 33 ]        |
| 2021년 1월 17일 ~ 3월 21일        | 천국과 지옥~사이코 두 사람~                                                                                      | 히다카 유토                        | TBS                                   | [ 34 ]        |
| 2021년 12월 27일 ~ 29일           | 키시베 로한은 움직이지 않는다 제4화 〈더 런〉·제5화 〈등의 정면〉·제6화 〈롯카카자카〉                           | 키시베 로한                        | NHK 종합                              | [ 35 ]        |
| 2022년 1월 10일 ~ 3월 21일        | 사랑할 수 없는 두 사람                                                                                           | 타카하시 사토루                    | NHK 종합                              |               |
| 2022년 4월 15일 ~ 6월 17일        | 인비저블 | 시무라 타카후미                    | TBS                                   |               |
| 2022년 4월 16일                   | 설국 -SNOW COUNTRY-                                                                                              | 시마무라                           | NHK BS 프리미엄 ・ NHK BS 프리미엄 4K |               |
| 2023년 1월 14일 ~ 3월 18일        | 6초간의 궤적 ~ 불꽃놀이 장인 모치즈키 세이타로의 우울                                                            | 모치즈키 세이타로                  | TV 아사히                             |               |
|                                   | |                                    |                                       |               |

### 영화
| 개봉일자                 | 제목                                                    | 역할                            | 배급사                                  | 비고                |
| ------------------------ | ------------------------------------------------------- | ------------------------------- | --------------------------------------- | ------------------- |
| 1990년 2월 3일           | 별을 잇는 것                                            | 엔도 쇼헤이                     | 쇼치쿠 후지                             |                     |
| 1994년 10월 15일         | 요이코와 놀자 / J·MOVIE·WARS II 〈히라야마 히데유키〉편 | 나미후                          | 비타즈 엔드                             |                     |
| 1995년 5월 27일          | 히메유리의 탑                                           | 오오야 켄이치                   | 도호                                    |                     |
| 1996년 8월 10일          | 토모코의 경우                                           | 오카다 토키오                   | 도에이                                  |                     |
| 1998년 5월 16일          | 우정 Friendship                                         | 타케우치                        | 도에이                                  |                     |
| 1999년 4월 3일           | 무지개 곶                                               | 히코                            | 도호                                    |                     |
| 2000년 8월 19일          | 화이트 아웃                                             | 아메미야 켄지                   | 도호                                    |                     |
| 2001년 5월 26일          | DRUG                                                    | 히데오                          | 청소년 육성 국민 회의                   |                     |
| 2001년 10월 6일          | 릴리 슈슈의 모든 것                                     | 이케다 선배                     | 로크웰 아이즈                           |                     |
| 2003년 6월 14일          | 연애 사진 Collage of Our Life                           | 세키구치 쿄헤이                 | 쇼치쿠                                  |                     |
| 2003년 10월 25일         | 킬 빌 Vol.1                                             | 크레이지 88 구성원              | 미라맥스 / 가가                         | 미국 영화           |
| 2004년 1월 10일          | 사라진 이틀                                             | 이케가미 카즈시                 | 도에이                                  |                     |
| 2004년 5월 8일           | 세상의 중심에서 사랑을 외치다                           | 오오키 류노스케 (고등학생 시절) | 도호                                    |                     |
| 2004년 7월 17일          | 녹차의 맛                                               | 바둑 부장                       | 클락 웍스 / 렌트랙 재팬 / 비즈 미디어   |                     |
| 2004년 9월 11일          | 스윙걸즈                                                | 산가 고등학교 취주악부의 부장   | 도호                                    |                     |
| 2006년 6월 3일           | LOVEHOTELS                                              | 하루키                          | 예술 포트                               |                     |
| 2006년 9월 23일          | MEATBALL MACHINE -미트볼 머신-                          | 요지                            | 바이오 타이드                           |                     |
| 2006년 12월 9일          | LOVE MY LIFE                                            | 타케 짱                         | 트라이넷 엔터테인먼트 / 타키 코퍼레이션 |                     |
| 2007년 12월 8일          | 매리지 링                                               | 후지사와 케이스케               | 아트 포트                               |                     |
| 2008년 8월 23일          | 디트로이트 메탈 시티                                    | 사지 히데키 (사지 군)           | 도호                                    |                     |
| 2013년 5월 23일          | TOKYO SKY STORY                                         | 코지                            | 빈칸                                    |                     |
| 2016년 7월 29일          | 신 고질라                                               | 야스다 타츠히코                 | 도호                                    |                     |
| 2017년 1월 14일          | 코끼리를 어루만지다                                     | 카부라기 코이치                 | 시네무부                                |                     |
| 2017년 3월 18일·4월 22일 | 3월의 라이온 전편·후편                                  | 하야시다 타카시                 | 도호 / 아스믹 에이스                    |                     |
| 2017년 10월 21일         | THE LIMIT OF SLEEPING BEAUTY -리미트 오브 슬리핑 뷰티-  | 카이토                          | 아크 필름                               |                     |
| 2018년 1월 20일          | 거짓말을 사랑하는 여자                                  | 코이데 킷페이                   | 도호                                    | [ 36 ]              |
| 2018년 2월 3일           | blank13                                                 | 마츠다 코지                     | 클락 웍스                               |                     |
| 2018년 2월 24일          | 오묘전: 쿠카이―KU-KAI― 아름다운 여왕의 비밀             | 하쿠라쿠텐 (일본어 더빙)        | 도호 / KADOKAWA                         | 일본·중국 합작 영화 |
| 2018년 6월 15일          | 하늘을 나는 타이어                                      | 이사키 카즈아키                 | 쇼치쿠                                  | [ 37 ] [ 38 ]       |
| 2018년 10월 19일         | 억남                                                    | 후루카와 츠쿠모                 | 도호                                    | [ 39 ]              |
| 2019년 3월 1일           | 9월의 사랑과 만날 때까지                                | 히라노 스스무                   | 워너 브라더스 영화                      |                     |
| 2019년 8월 30일          | 이사 다이묘!                                            | 타카무라 겐에몬                 | 쇼치쿠                                  |                     |
| 2020년 1월 24일          | 로망스 돌                                               | 키타무라 테츠오                 | KADOKAWA                                |                     |
| 2020년 10월 16일         | 스파이의 아내 극장판                                    | 후쿠하라 유사쿠                 | 스타 샌즈                               |                     |
| 2021년 6월 4일           | 바람의 검심 더 비기닝                                   | 카츠라 코고로                   | 워너 브라더스 영화                      | [ 40 ] [ 41 ]       |
| 2022년 5월 13일          | 신 울트라맨                                             | 울트라맨 (성우)                 | 도호                                    |                     |
| 2023년 5월 26일          | 키시베 로한 루브르에 가다                               | 키시베 로한 / 야마무라 니자에몽 | 아스믹 에이스                           |                     |

### 무대
| 공연일자               | 제목                                                                                         | 역할                                 | 장소                                       | 비고 |
| ---------------------- | -------------------------------------------------------------------------------------------- | ------------------------------------ | ------------------------------------------ | --- |
| 1991년                 | 레 미제라블                                                                                  | 가브로쉬                             | 빈칸                                       | |
| 1998년                 | 물이 흐린 강                                                                                 | 후지모토 신요                        | 빈칸                                       | 작: 호리이 야스아키·연출: 니나가와 유키오                                                                     |
| 2001년                 | 포틴 브라스                                                                                  | 오즈릿쿠 역의 배우 (키시카와 카즈마) | 극단 토비라좌                              | 작: 요코우치 켄스케 , 연출: 쿠리타 요시히로                                                                   |
| 2001년                 | LOVE LOVE LOVE 2001                                                                          |                                      | 극단 토리비좌                              | |
| 2002년                 | 새로운 라쇼몽                                                                                |                                      | 극단 토리비좌                              | 작: 요코우치 켄스케 , 연출: 치노 이사무                                                                       |
| 2002년                 | 딸기밭에서 영원히                                                                            | 중국인                               | 극단 토리비좌                              | 작·연출: 요코우치 켄스케                                                                                      |
| 2003년                 | 야곡~방화범 츠토무의 다정한 밤                                                               | 츠토무                               | 극단 토리비좌                              | 작: 요코우치 켄스케 , 연출: 치노 이사무                                                                       |
| 2003년                 | 리딩 드라마 〈빠져든 세계〉                                                                  | 대런                                 | 빈칸                                       | 작: 게리 오웬·연출: 시라이 아키라                                                                             |
| 2004년                 | 할시온 데이즈                                                                                | 히라야마 아키오                      | KOKAMI@network                             | 작·연출:코가미 히사시                                                                                         |
| 2005년                 | 신편·나는 고양이로소이다                                                                     | 스펜스·슈 [노신]                     | 시스 컴퍼니                                | 작: 미야모토 켄·연출 : 이노우에 타카아키                                                                      |
| 2005년                 | 보병의 본령                                                                                  | 사사키 이등 육사                     | 빈칸                                       | 연출 : 스기타 죠도                                                                                            |
| 2005년 11월            | 트랜스 유스 버전                                                                             | 타치하라 마사토                      | KOKAMI@network                             | 작·연출: 코가미 쇼지                                                                                          |
| 2005년                 | 아이스크림 맨                                                                                | 미즈노                               | 빈칸                                       | 작·연출: 이와마츠 료                                                                                          |
| 2006년                 | 떠도는 전구                                                                                  | 스티브 폴락                          | 빈칸                                       | 작: 우디 앨런, 연출: 케라리노 산드로뷔치                                                                      |
| 2007년                 | 파이널 판타직 수퍼 노 플랫                                                                   | 토시로                               | 빈칸                                       | 작·연출 : 모토야 유키코                                                                                       |
| 2008년                 | 눈꺼풀의 어머니                                                                              | 카나마치노 한지로                    | 빈칸                                       | |
| 2008년                 | 헛소동                                                                                       | 베아트리체                           | 빈칸                                       | 연출: 니나가와 유키오                                                                                         |
| 2008년                 | 잇세 오카다 빈 상자                                                                          |                                      | 빈칸                                       | 작·각본·출연 : 오카다 요시노리 , 타카하시 잇세이                                                              |
| 2009년                 | 가스 인간 제1호                                                                              | 하시모토                             | 빈칸                                       | |
| 2010년 7월             | 에네미이                                                                                     | 아들 레이지                          | 도쿄 신국립극장                            | |
| 2010년 9월             | 창                                                                                           | 세이키                               | 혼다 극장                                  | 작·연출 : 구라모치 유타카                                                                                     |
| 2011년 2월             | 심설·팔견전                                                                                  | 이누즈카 시노                        | 시어터 크리에                              | 작·연출 : 니시다 다이스케                                                                                     |
| 2011년 11월            | 제3무대 봉인 해제&해산 공연 〈심호흡하는 혹성〉                                              | 긴가 / 타치바나                      | 빈칸                                       | 작·연출: 코가미 히사시                                                                                        |
| 2012년 6월             | 온실                                                                                         | 기브스                               | 도쿄·신국립극장                            | 작: 해럴드 핀터·연출: 후카츠 아츠시                                                                           |
| 2012년                 | 낭독극 〈불귀의 첫사랑, 에비나 SA〉 〈칼라시니코프 불륜 해협〉                               |                                      | 빈칸                                       | 작·연출: 사카모토 유지                                                                                        |
| 2012년 11월            | 4 four                                                                                       |                                      | 시어터 트램                                | 작: 카와무라 타케시·연출: 시라이 아키라                                                                       |
| 2013년                 | 교수~유행가 시대와 교수의 인생~                                                              |                                      | 빈칸                                       | |
| 2013년 11월 8일 ~ 24일 | Like Dorothy 라이크 도로시                                                                   | 아크로                               | 도쿄·혼다 극장                             | 작·연출: 쿠라모치 유타카                                                                                      |
| 2014년                 | 낭독극 〈불귀의 첫사랑, 에비나 SA〉 〈칼라시니코프 불륜 해협〉                               |                                      | 빈칸                                       | 작·연출: 사카모토 유지                                                                                        |
| 2015년 2월             | 머큐리 퍼 Mercury Fur                                                                        | 엘리엇                               | 시어터 트램                                | 연출 : 시라이 아키라                                                                                          |
| 2016년 1월             | 겐로쿠 항구 노래~천년의 사랑의 숲~                                                           | 만지로                               | 도쿄·Bunkamura 시어터 코쿤 / 시어터 BRAVA! | |
| 2016년 7월             | 래디언트·버민 (2016년, 시어터 트램)                                                          | 올리                                 | 시어터 트램                                | 연출: 시라이 아키라                                                                                           |
| 2019년 2월 25일        | 스지나시 BLITZ 극장 Vol.9 제1밤~쇼후쿠테이 츠루베 × 타카하시 잇세이                          | 타카하시 잇세이 (자신)               | 마이 나비 BLITZ 아카사카                   | |
| 2020년 2월·3월         | 호화 찬란한 축제 음악극 천보십이년의 셰익스피어                                              | 사도노 산세지                        | 도쿄·닛세이 극장 / 우메다 예술 극장        | 작: 이노우에 히사시·연출 : 후지타 슌타 신형 코로나 바이러스 확대 방지를 위해 도쿄 3공연, 오사카 전 공연 중지. |
| 2021년 4월 13일·18일   | 낭독극 〈잊을 수 없는 잊을 수 없는〉 〈불귀의 첫사랑, 에비나 SA〉 〈칼라시니코프 불륜 해협〉 |                                      | 도쿄·요미우리 오오테마치 홀                | 작·연출: 사카모토 유지                                                                                        |
| 2021년 5월 ~ 7월       | NODA·MAP 제24회 공연 〈가짜 스피어〉                                                         | mono                                 | 도쿄·예술 극장 / 신가부키좌                | 작·연출 : 노다 히데키                                                                                         |
| 2022년 7월 ~ 8월       | 파르코 프로듀스2022 <2020>                                                                   |                                      | PARCO 극장                                 | 작: 우에다 다카히로·연출: 시라이 아키라                                                                       |
| 2023년 6월 ~ 8월       | NODA・MAP 제26회 공연 <토끼, 파도를 달리다>                                                  | 탈토                                 | 도쿄·예술 극장/ 신가부키좌 /하카타좌       | 작·연출: 노다 히데키                                                                                          |
|                        |                                                                                              |                                      |                                            | |

### 극장판·TV 애니메이션
| 개봉/방송일자   | 제목               | 역할                                     | 배급사/방송사 | 비고                                       |
| --------------- | ------------------ | ---------------------------------------- | ------------- | ------------------------------------------ |
| 1991년 7월 20일 | 추억은 방울방울    | 오카지마 타에코의 초등학교 클래스 메이트 | 도호          | 지브리 스튜디오, 극장판 애니메이션         |
| 1995년 7월 15일 | 귀를 기울이면      | 아마사와 세이지                          | 도호          | 지브리 스튜디오, 극장판 애니메이션         |
| 2019년 4월 4일  | 무빈 계곡의 친구들 | 스나후킨                                 | BS4K          | 핀란드·영국, TV 애니메이션 / 일본어판 더빙 |

### 외화 더빙
| 개봉/방송일자                    | 제목                               | 역할                             | 배급사/방송사 | 비고                           |
| -------------------------------- | ---------------------------------- | -------------------------------- | ------------- | ------------------------------ |
| 2017년 10월 1일 ~ 2018년 2월 4일 | 디스 이즈 어스 36세, 앞으로 시즌 1 | 저스틴 하틀리 (저스틴 하틀리 분) | NHK 종합      | 미국 TV 시리즈 / 일본어판 더빙 |

### 게임
- 디시디아 파이널 판타지 (2016년, 아케이드 게임) - 스피리타스 역
- 디시디아 파이널 판타지 NT (2018년 1월 11일, PS4) - 스피리타스 역

### WEB·전달 드라마·영화
- 좋아 (차슈멘) (2000년 11월 24일 ~ 2001년 3월 31일까지 전달, 전 3화 구성의 인터넷 영화 / 클릭 시네마) - 소년 A (안도 아키오) 역
- 울트라 존 제9화 (2011년 10월 16일)
- 비터 스위트~어른의 교차로~ 제1화 〈하루코〉편 (2014년 9월 30일, 네슬레 극장 on YouTube) - 이치로 역
- 민왕 번외편 비서 카이바라와 6명의 수상한 손님들 (2016년 4월 서비스 개시, TV 아사히 동영상) - 카이바라 모헤이 역[50]
- 시세이도 스노우 뷰티 화이트닝 페이스 파우더 2017 특설 사이트 단편 영화 《Laundry Snow》 (2017년 7월 7일) - 유키노 나츠키 역 (타케이 에미와 공동 주연)[51]
- 미즈칸
  - 〈잇세이 씨와 시메첸〉 시리즈 (4종류) (2017년 10월 13일 ~ )[52]
  - 오이가쯔오 쓰유 〈오빠 맛있는 서프라이즈〉 시리즈 (2018년 5월 2일)
  - 〈‘닭육수 생강 나베쓰유’~ 시메노 씨 깜찍한 시메첸〉편, 〈‘참깨 두유 나베쓰유’~시메노 씨 스위츠후 시메첸〉편 (2018년 10월 12일)
  - 〈‘김치찌개 국물’~ 시메노 씨 인기 시메첸〉편, 〈‘야키아고다시 나베쓰유’~ 시메노 씨 한번 더 반한 시메첸〉편 (2018년 11월 2일)
  - 〈열혈! 슌 나베 트레이너 미네스트로네 나베〉편 (2019년 10월 21일) (오노 켄쇼와 공동 출연)
  - 〈열혈! 슌 나베 트레이너 김치찌개〉편  (2019년 11월 14일) (오노 켄쇼와 공연)
  - 〈참깨 두유 나베쓰유 나베의 마감은 후후푸〉편 (2020년 10월 17일)
  - 〈야키아고다시 나베쓰유 나베의 마감은 후후푸〉편 (2020년 11월 27일)
- 다이하츠 자동차
  - 안전 장비 모두를 위한 안전 안심 프로젝트 〈안전 안심 드라이빙 스쿨 어르신 강사〉편, 안전 안심 드라이빙 스쿨 싹싹한 남자 강사〉편, 〈스마아시 체험 동영상〉 (2017년 12월 1일)
  - 〈안전 장비 타카하시 111세 에어 드라이브〉편 (2018년 8월 28일 ~ )
- 부쉐론 〈Cinder Ella (신데렐라)의 사랑과 자유의 이야기〉(2018년 5월 24일 ~ ) - 주연 (레티시아 카스타와 공동 주연)[53][54]
- 보험의 뷔페 〈전하고 싶은 남편〉편 (2018년 12월 1일)
- 코믹 시모어 요일별 포상 메시지 〈월요일〉편, 〈화요일〉편, 〈수요일〉편, 〈목요일〉편, 〈금요일〉편, 〈휴가〉편, 〈장기 휴가〉편 (2019년 7월 31일)
- 부르봉 〈알 포트의 맛〉편, 〈〇〇 때 알 포트〉편, 〈알 포트 좋아하는 자기 소개〉편 (2021년 8월 24일)

### 라디오 드라마
- 특집·소년 드라마 〈여름의 정원〉 (1993년 8월 28일, NHK-FM)

## 그 외 출연

### 교양·다큐멘터리
- 아름다운 일본을 만나는 여행 (2017년 4월 ~ 2021년 10월, BS-TBS) - 여행의 안내인 (내레이션)
- 대하드라마 〈여자 성주 나오토라 콘서트 ~ 싸우는 꽃·나오토라의 사랑~〉 (2017년 6월 10일, NHK 종합) - 드라마 게스트
- NHK 스페셜 시리즈 〈인류 탄생〉 (2018년 4월 8일·5월 13일·7월 15일 <전 3화>, NHK 종합) - 프로그램 네비게이터[55][56]
- ZEROCULTURE 스페셜 에디션〈 다카하시 잇세이 처음의 루브르 박물관 ~예술과 영웅을 둘러싼 여행〉 (2018년 5월 26일, NTV)
- 3대 거장 기적의 명화 ~4K에서 소생 구로사와·오즈·미조구치~ (2018년 11월 24일, NHK 종합 / 2018년 11월 27일, NHK BS 프리미엄) - 네비게이터
- 스지나시 BLITZ 극장 Vol.9 제1밤 ~쇼후쿠테이 츠루베 × 타카하시 잇세이 (2019년 2월 25일, TBS)
- 타카하시 잇세이의 제멋대로 스나후킨 여행 (2020년 1월 11일, NHK 종합·2020년 1월 26일, NHK E 텔레)
- 다큐멘터리 〈스파이의 아내 ~여배우 아오이 유우가 도전하는 감독 구로사와 기요시의 세계~〉 (2020년 3월 28일, BS4K) - 이야기[57]

### 버라이어티
- 세카이 우루룬 타이자이키 (2001년 12월 16일, MBS)
- 학문의 가을 스페셜! 일본의 역사 〈세키가하라 전투〉 (2005년 9월, 후지 TV) - 고바야카와 히데아키 역
- 울트라 존 (2011년 12월, TV 카나가와·치바 TV·TV 사이타마·선 TV·나고야 TV) - 우사미 신 역
- 타모리 클럽 (2011년 9월 30일·2012년 4월 13일·2013년 8월 10일·2016년 7월 22일, TV 아사히) - 부정기 출연
- 크림 퀴즈 미라클 9 (2015년 7월 8일·12월 2일·2016년 4월 13일, TV 아사히) - 부정기 출연
- 이웃집 시무라 #3 〈어울립니다〉 〈유조 아저씨〉 (2015년 12월 25일, NHK 종합)
- 이웃집 시무라 #4 〈읽음〉 (2016년 3월 26일, NHK 종합)

### 음악 프로그램
- 제68회 NHK 홍백가합전 (2017년 12월 31일, NHK 종합) - 게스트 심사위원
- The Covers 〈스카파라 SP / 오쿠다 다미오·다카하시 잇세이〉 (2019년 9월 29일, NHK BS 프리미엄) - 게스트 출연

### PV
- ASIA ENGINEER 〈Orion〉 (2007년)
- K 〈Brand New Day〉, 〈비터 스위트 ~어른의 교차로~ Ver. (ビタースウィート〜オトナの交差点〜Ver.)〉 (2014년)

### 광고(CM)
- 드래곤 퀘스트 IV: 인도받은 자들
- 후지쯔 〈푸리세〉 (2000년) - 다나카 레나와 공동 출연
- 시세이도 〈UNO〉 - 나카이 마사히로와 공동 출연
- 다이하츠 자동차 〈미라이스〉
  - 초대 (2011년 ~ 2013년) - 브루스 윌리스, 와타비키 카츠히코와 공동 출연
  - 2대째 〈항상 행복〉편 (2017년 5월 ~ ) - 후지모토 카나타와 공동 출연
- 도요타 자동차 VOXY 〈모이자〉 편, 〈나 스위치 ON〉 편 (2014년) - 나가야마 에이타, 나미오카 카즈키, 오니시 리쿠와 공동 출연
- 네슬레 일본 킷캣 〈‘성인의 단맛’ 기다려〉편 (2014년 9월) - 모토카리야 유이카와 공동 출연
- JX 에너지 ENEOS 전기 〈그녀의 반응〉편 (2016년 1월) - 요시다 요와 공동 출연
- 모리나가 유업 〈MOW〉 (2017년 3월 ~ )
- 기린 맥주
  - 츄하이 빙결 (2017년 3월 ~ ) - 하마노 켄타와 공동 출연
  - 빙결 (2017년 7월 ~ ) - 하마노 켄타와 공동 출연, 2021년 5월부터는 마키 요코와 공동 출연
  - 기린 제로 ICHI (2019년 3월 ~ )
  - 본 기린 (2019년 7월 ~ ) - 에구치 요스케와 공동 출연, 2020년 3월부터는 안과도 공동 출연
  - 빙결 무설탕 (2020년 10월 ~ )
- NTT 도코모
  - dTV 〈두 사람을 잇는 이야기〉편 (2017년 2월) - 나가사와 마사미와 공동 출연
  - 25주년 영화 〈Mr.Children & docomo 25주년〉 - 카즈야 역 (2017년 7월) - 쿠로키 하루, 타카스기 마히로, 키요하라 카야와 공동 출연
  - d힛츠 〈딸의 귀가〉편 (2017년 8월) - 키요하라 카야와 공동 출연
  - dTV 채널 〈고잉 마이웨이 찬가〉편 (2018년 2월)
- 미즈칸 (2017년 8월 ~ )
  - 〈김치찌개 쓰유 부부의 나베쓰유 라이프〉편 (2017년 8월) - 유카와 공동 출연
    - 〈참깨 두유 김치찌개 쓰유 부부의 나베쓰유 라이프〉편 (2017년 8월)

  - 〈야키아고다시 나베쓰유 스트레이트 부부의 나베쓰유 라이프〉편 (2017년 10월) - 유카, 히라이즈미 세이와 공동 출연
    - 〈참깨 두유 야키아고다시 나베쓰유 부부의 나베쓰유 라이프〉편 (2017년 10월)

  - 〈쫓는 가츠오쓰유 가족의 식탁 쓰유보나라〉편, 〈오이 가츠오쓰유 가족의 식탁 쓰유포타〉편 (2018년 5월) - 하라다 미에코와 공동 출연
  - 〈닭육수 생강 나베쓰유 부부의 나베쓰유 라이프〉편, 참깨 두유 닭육수 생강 나베쓰유 부부의 나베쓰유 라이프〉편 (2018년 10월) - 유카와 공동 출연
  - 〈쫓는 가츠오쓰유 쓰유우마, 새로운 발견!〉편 (2019년 4월)
  - 〈제철 발견! 김치찌개 쓰유〉편 (2019년 9월) - 유카, 오노 켄쇼와 공동 출연
  - 〈각각 맛이 있는 코나벳치〉편 (2019년 9월) - 유카와 공동 출연
  - 〈제철 발견! 토후 나베수프〉편 (2019년 9월) - 유카와 공동 출연
  - 〈제철 발견! 참깨 두유 나베쓰유〉편 (2019년 11월) - 유카와 공동 출연
  - 〈제철 발견! 야키아고다시 나베쓰유〉편 (2019년 11월) - 유카, 히라이즈미 세이와 공동 출연
- 〈참깨 두유 나베쓰유 양배추에는, 봄나베〉편 (2020년 3월)
  - 〈참깨 두유 나베쓰유 전문 보증 문서〉편 (2020년 10월)
  - 〈야키아고다시 나베쓰유 전문 보증 문서〉편 (2020년 11월)
  - 쓰유도 맛 샤브샤브 〈무슨 일?〉편 (2021년 9월)
- 〈마감까지 맛있는 야키아고다시 나베쓰유 일본전국나베 우마선창〉편, 〈마감까지 맛있는 참깨 두유 나베쓰유 일본전국나베 우마선창〉편 (2021년 10월)
- P&G 재팬 〈페브리즈 MEN〉(2017년 9월 ~ )
- 크라시에 홀딩스 〈디어보테 HIMAWARI〉 (2018년 1월 ~ ) - 나오키 역 ※사토 호나미와 공동 출연, 2020년 4월부터는 나오와 공동 출연
- 기린 음료 〈생차〉 (2018년 3월 ~ )
- 보험의 뷔페 〈다가오는 현실 시리즈〉 (2018년 4월 ~ 2019년)
  - 머니 닥터[주 9] (2019년 10월 ~ ) - 코마이 렌과 공동 출연
- AGC (前 기업명 아사히 글라스) 【기업CM】 (2018년 6월 ~ )
- 화이트 에센스 〈웃고, 행복〉편 (2019년 7월 ~ )
- 코믹 시모어 (2019년 7월 ~ )
- 일본 맥도날드 〈구라코로〉편, 〈따뜻하다고, 포상이다.〉편 〈구라코로송〉편 (2020년 12월)
- 리크루트 〈리크루트 에이전트〉 (2021년 2월 ~ ) - 야기라 유야와 공동 출연
- HARUYAMA (2021년 4월 ~ )
- 존슨앤드존슨 재팬 〈원데이 아큐브 오아시스〉 (2021년 5월 ~ )
- Amazon Prime Video 〈원하는 시간에, 날아가는 배우〉편 (2021년 6월)
- 부르봉 〈알 포트〉 (2021년 9월 ~ )
- 손보 재팬 자동차 보험 (2021년 10월 ~ )

## 음악 작품
- Doughnuts Hole 〈어른의 법 (おとなの掟)〉(2017년) - TV 드라마 《콰르텟》 주제가. 다카하시 外 주요 캐스트 4명 (마츠 타카코, 미츠시마 히카리, 마츠다 류헤이)에 의한 기간 한정 유닛의 가창 참여.
- 칸노 요코 〈긴급 토큐반 학의 노래 (緊急特盤 鶴のうた)〉(2017년) - 2017년 NHK 대하드라마 《여자 성주 나오토라》에서 오노 미치요시 역을 맡아 제33회에서 차례를 마친 때의 추도 기획으로, 주연은 아니지만 이례적인 CD가 발매되었다. 다카하시는 낭독에 참여.
- 엘리펀트 카시마시 헌정 음반 〈엘리펀트 카시마시 커버 앨범 3~A Tribute to The Elephant Kashimashi~〉(2018년 3월 21일) - 도쿄 스카 파라다이스 오케스트라 × 타카하시 잇세이로서 참여, 〈우리들의 내일 (俺たちの明日)〉에서 보컬 담당.[58]
- 〈그대를 만나고 싶다 (きみに会いたい) -Dance with you-〉 (2019년 6월 5일, 5월 28일부터 선행 전달 개시[59]) - 솔로 명의 데뷔작. 유니버설 시그마에서 발매. 주연 드라마 《도쿄 독신 남자》 주제가. 작사·작곡·프로듀스는 미야모토 코지가 담당.[14][60] 커플링 곡에는 엘리펀트 카시마시의 〈붉은 장미의 커버 (赤い薔薇)〉를 수록하고 있다.

## 기타·내레이션·가이드
- 〈우주에 피는 별들에 (宇宙に咲く星たちへ ) Songs by Superfly〉 (2016년 9월 10일 ~ 2017년 5월 21일, 코니카 미놀타 플라네타륨 “만텐” in Sunshine City) - 내레이션
- 대하드라마 여자 성주 나오토라 콘서트 ~ 싸우는 꽃·나오토라의 사랑~ (2017년 5월 28일, 액트시티 하마마쓰 중홀) - 드라마 게스트
- 루브르 박물관전 초상화 예술 -사람은 사람을 어떻게 표현해 왔는가 (2018년 5월 30일 ~ 9월 3일, 국립신미술관·2018년 9월 22일 ~ 2019년 1월 14일, 오사카 시립 미술관) - 공식 서포터·음성 안내

## 수상 경력
| 연도   | 시상식                                 | 부문                         | 작품                                                                   | 출처          |
| ------ | -------------------------------------- | ---------------------------- | ---------------------------------------------------------------------- | ------------- |
| 2012년 | 제67회 문화청 예술제                   | 연극 부문 신인상             | 4 four                                                                 |               |
| 2015년 | 제1회 컨피던스 어워드 드라마상         | 남우조연상                   | 민왕                                                                   | [ 61 ]        |
| 2015년 | 제86회 더 텔레비전 드라마 아카데미상   | 남우조연상                   | 민왕                                                                   | [ 62 ]        |
| 2017년 | 제7회 컨피던스 어워드 드라마상         | 남우조연상                   | 콰르텟                                                                 | [ 8 ]         |
| 2017년 | 오리콘 상반기 브레이크 배우 랭킹       | 전세대 1위                   | 빈칸                                                                   | [ 11 ]        |
| 2017년 | 제30회 일본 안경 베스트 드레서상       | 연예계 부문 (남자)           | 빈칸                                                                   | [ 63 ] [ 64 ] |
| 2017년 | Pen 크리에이터 어워즈 2017             | 10인의 크리에이터 선출       | 빈칸                                                                   | [ 65 ]        |
| 2017년 | 제15회 블라디보스토크 국제 영화제      | 최우수 남우주연상            | blank13                                                                |               |
| 2017년 | Yahoo! 검색 대상 2017                  | 배우 부문상                  | 빈칸                                                                   |               |
| 2018년 | 엘란도르상                             | 신인상                       | 빈칸                                                                   | [ 66 ]        |
| 2018년 | 제95회 더 텔레비전 드라마 아카데미상   | 남우조연상                   | 여자 성주 나오토라                                                     | [ 67 ]        |
| 2018년 | 컨피던스 어워드 드라마상 2017년도 대상 | 남우조연상                   | 콰르텟, 여자 성주 나오토라                                             | [ 9 ]         |
| 2018년 | 제55회 갤럭시상                        | TV 부문 개인상               | 여자 성주 나오토라, 민중의 적 ~이 세상, 이상하지 않습니까!?~, 와로텐카 | [ 68 ]        |
| 2018년 | 제35회 베스트 지니스트                 | 애용자 2018 협의회 선출 부문 | 빈칸                                                                   | [ 69 ]        |
| 2018년 | 제47회 베스트 드레서상                 | 예능 부문                    | 빈칸                                                                   | [ 70 ]        |
| 2018년 | 제31회 닛칸 스포츠 영화 대상           | 남우조연상                   | 하늘을 나는 타이어, 거짓말을 사랑하는 여자, 억남                       | [ 71 ]        |
| 2019년 | 제20회 베스트 포머 리스트              | 남성 부문                    | 빈칸                                                                   | [ 72 ]        |
| 2019년 | 제102회 더 텔레비젼 드라마 아카데미상  | 남우조연상                   | 나기의 휴식                                                            | [ 73 ]        |
| 2020년 | 제14회 세이유 어워드                   | 키즈 패밀리상                | 무민 계곡의 친구들                                                     |               |
| 2020년 | 제45회 키쿠다 가즈오 연극상            | 연기상                       | 천보십이년의 셰익스피어                                                | [ 74 ]        |
| 2021년 | 감수 포장                              | 표창                         | 빈칸                                                                   | [ 75 ]        |
| 2021년 | 제107회 더 텔레비젼 드라마 아카데미상  | 남우조연상                   | 천국과 지옥 ~사이코 두 사람~                                           | [ 76 ]        |

### 내용주
1. ↑  never young beach(ネバーヤングビーチ 네버 영 비치[*])는 일본의 4인조 밴드이다. 2014년 봄 결성, 동년 9월에 현 체제가 되었고, 2015년 5월에 인디 데뷔, 2017년 1월에 메이저 데뷔를 완수했다.
2. ↑  미방송 시간: 당초 5월 22일 방송 예정이었지만 며칠 전에 발생한 일본 내 농성 사건을 상기시키는 내용의 판단으로 방송을 중단했다.(DVD에는 수록되어 있다)
3. ↑  마츠시게 유타카와 공동 주연
4. ↑  나가사쿠 히로미와 공동 주연
5. ↑  2020년 4월 14일부터 방송 될 예정이었으나 신종 코로나 바이러스의 확산을 받아 촬영을 중단하고 방송 개시를 연기하는 것을 4월 9일에 발표했다.[30] 이후 6월에 촬영을 재개하고, 7월 28일부터 첫 2시간 SP으로 방송하게 되었다.[31]
6. ↑  개봉일 기준은 일본에서의 개봉일이다.
7. 1 2 3  개봉·방송일자 기준은 일본에서의 공개일이다.
8. ↑  카와구치 하루나와 공동 주연
9. ↑  ‘보험의 뷔페’에서 브랜드의 이름이 변경되었다.

### 참조주
1. 1 2 3  “IsseyTakahashi”. 마이 프로모션. 2018년 2월 16일에 확인함.
2. ↑  “다카하시 잇세이, 동생은 그 아티스트였다!?”. 《Smart더 텔레비전》. 2017년 1월 18일. 2017년 1월 18일에 확인함.
3. ↑  “타카하시 잇세이를 만들어 낸 「어머니의 뱃속에서 들었던 유밍」”. 《smart FLASH》. 코분샤. 2017년 12월 27일. 2018년 3월 19일에 확인함.
4. 1 2  “타카하시 잇세이가”. KINENOTE. 2016년 5월 29일에 확인함.
5. ↑  “엔도 켄이치 「민왕」4관왕 기뻐 「스다 마사키 군과 잡은 것이 기쁘다」”. 스포니치. 2015년 10월 16일. 2016년 4월 15일에 확인함.
6. ↑  《제86회 더 텔레비전 드라마 아카데미상》. 《주간 더 텔레비전》 (KADOKAWA). 2015. 2016년 4월 3일에 원본 문서에서 보존된 문서. 2016년 5월 29일에 확인함.
7. ↑  《인기 드라마 「민왕」 다시 스핀오프에서 주역으로 발탁! 타카하시 잇세이 (배우)》. 《주간문춘》 (문예춘추). 2016년 4월 13일. 2016년 4월 14일에 원본 문서에서 보존된 문서. 2016년 4월 15일에 확인함.
8. 1 2  17년 1분기 “가장 수준 높은 드라마”는 「콰르텟」~ 「제7회 컨피던스 드라마상」 최다 5개 부문 수상 (2017년 4월 28일) 오리콘 뉴스 2020년 12월 31일에 확인.
9. 1 2  “【2017년 드라마상】「남우조연상」은 타카하시 잇세이, 17년 드라마 「나에게 없어서는 안되는 혈육 하나 하나」”. 《ORICON NEWS》 (oricon ME). 2018년 2월 26일. 2018년 2월 26일에 확인함.
10. ↑  “타카하시 잇세이 발열 되돌아 「콰르텟」 「나오토라」, anan 누드...여성을 농락하는 매력은【2017연말특집】”. 모델프레스. 2017년 12월 30일. 2018년 2월 16일에 확인함.
11. 1 2  “『2017 상반기 브레이크 배우 랭킹』 타카하시 잇세이가 대승의 선두”. 《ORICON NEWS》. 오리콘. 2017년 6월 22일. 2017년 6월 23일에 확인함.
12. ↑  《발표! 제95회 더 텔레비전 드라마 아카데미상》. 《더 텔레비전》 24 (KADOKAWA). 2018년 2월 23일. 26–30쪽.
13. ↑  “타카하시 잇세이 : 민방 GP 시간대 연속 드라마 첫 주연 괴짜 대학 강사에”. 《만탄웹》. 2018년 8월 3일. 2018년 10월 19일에 확인함.
14. 1 2  “타카하시 잇세이의 가수 데뷔 곡이 릴리스 결정 컵 반지는 에레카시 「붉은 장미」 커버”. 《음악나탈리》. 나타샤. 2019년 4월 13일. 2019년 4월 16일에 확인함.
15. ↑  “NHK「The Covers」 스카 파라 SP 게스트에 동지 오쿠다 타미오 & 음악 프로그램 첫 가창 타카하시 잇세이”. 《음악나탈리》. 나타샤. 2019년 9월 12일. 2019년 9월 12일에 확인함.
16. ↑  샤베쿠리 007 공식 사이트 2019.02.25 카와구치 하루나 미나토구 아카사카 출신의 타카하시 잇세이의 행동에 「시티감을 느끼고 있습니다」
17. ↑  타카하시 잇세이 복잡한 가정사 「아버지가 3명 다릅니다」 어머니와의 이별은 「쇄약함에서...」 (2017년 1월 21일), 스포니치 아넥스 2018년 2월 21일에 확인.
18. ↑  상반기 가장 브레이크 배우 다카하시 잇세이 특기의 스케이드보드를 선보였다 「오샤레이즘」 (2017년 7월 30일), cinemacafe.net 2018년 2월 16일에 확인.
19. ↑  “다카하시 잇세이, “금욕적인” 내 규칙 밝힌다 「20 킬로 가깝게는 기본...」”. 《E-TALENTBANK》. 2020년 7월 28일. 2020년 8월 1일에 확인함.
20. ↑  “타카하시 잇세이, 침체에서 브레이크에 계속 힘이 꽃 피는”. NIKKEI STYLE. 2017년 7월 19일. 2020년 12월 8일에 확인함.
21. ↑  “오카다 준이치 & 타카하시 잇세이 고교 시절부터 자주 키스를 하고 있었다”. 《NEWS포스트 세븐》. 2019년 7월 20일. 2020년 8월 1일에 확인함.
22. ↑  “다카하시 잇세이, FUJIWARA·하라니시와 협연하고~있어 「너무 좋아해」 5시간도 연호”. 《SANSPO.COM》 (산케이디지털). 2018년 2월 18일. 2018년 2월 18일에 확인함.
23. ↑  “타카하시 잇세이, 경애하는 에레카시 미야모토 프로듀스로 가수 데뷔 「아직도 꿈만 같아요」”. 《오리콘》. 2019년 3월 26일. 2020년 11월 9일에 확인함.
24. ↑  “■이번 주 Chord는 “『Reviews“심해의 도시”』(타카하시 잇세이 씨  & 수신기)””. 《tokyo fm》 (tokyo fm). 2020년 12월 18일. 2021년 8월 14일에 확인함.
25. ↑  “다카하시 잇세이, 후지이 후미야와 듀엣 선보여 「매우 즐거웠다」”. 《오리콘》. 2017년 5월 28일. 2020년 11월 6일에 확인함.
26. ↑  “마츠 타카코, 5년 만 연속 드라마 주연 미츠시마 히카리와 첫 공동 출연에 “현악 사중주” 도전”. 《ORICON STYLE》. 2016년 11월 30일. 2016년 11월 30일에 확인함.
27. ↑  “시노하라 료코 : 여성 시의원 역으로 “월9마츠 타카코 5년 만 연속 드라마 주연 미츠 시마 히카리와 첫 공동 출연에 "현악 사중주"  도전” 첫 주연 타카하시 잇세이, 이시다 유리코와 공연”. 《MANTANWEB》. 2017년 6월 9일. 2017년 6월 10일에 확인함.
28. ↑  “타카하시 잇세이가 드라마 「나기의 휴식」에 전 남친 신지 역 서투른 남자 「공감합니다」”. 《영화나탈리》. 2019년 6월 7일. 2019년 6월 7일에 확인함.
29. ↑  “타카하시 잇세이의 출연 결정! 음악 나가오카 료스케가 담당! 『스파이의 아내』”. 《NHK드라마》. 2020년 2월 14일. 2020년 2월 18일에 원본 문서에서 보존된 문서. 2020년 2월 14일에 확인함.
30. ↑  “칸사이 드라마 「용의 길 두 얼굴의 복수자」 촬영 중단, 방송 개시를 연기 발표”. 《Sponichi Annex》 (스포니치 신문사). 2020년 4월 9일. 2020년 4월 9일에 확인함.
31. ↑  “타마키 히로시 & 타카하시 잇세이『용의 길』7.28스타트 『탐정 유리 린타로』종료 후에”. 《마이 나비 뉴스》 (마이 나비). 2020년 6월 11일. 2020년 8월 5일에 확인함.
32. ↑  “타마키 히로시와 타카하시 잇세이가 앙심을 품는 형제 역으로 출연 소설 「용의 길」 드라마화”. 《영화나탈리》. 2020년 2월 27일. 2020년 2월 27일에 확인함.
33. ↑  “원작 : 아라키 히로히코 × 주연 : 타카하시 잇세이 「키시베 로한은 움직이지 않는다」 12/28 3밤 연속 방송!”. NHK. 2022년 2월 13일에 원본 문서에서 보존된 문서. 2020년 10월 14일에 확인함.
34. ↑  “아야세 하루카와 타카하시 잇세이의 영혼이 바뀐다! 드라마 「천국과 지옥」 1월에 스타트”. 영화나탈리. 2020년 11월 5일에 확인함.
35. ↑  “드라마 「키시베 로한은 움직이지 않는다」 신작, 12월 방송 결정!”. NHK. 2021년 8월 14일에 원본 문서에서 보존된 문서. 2021년 8월 15일에 확인함.
36. ↑  “나가사와 마사미 × 타카하시 잇세이가 동거중인 연인 영화 「거짓말을 사랑하는 여자」 내년 공개”. 《CINRA.NET》 (주식회사 CINRA). 2017년 3월 31일. 2017년 3월 31일에 확인함.
37. ↑  “후카다 쿄코, 나가세 토모야와 부부 역 출연 영화 「하늘을 나는 타이어」 추가 캐스트 37명 발표”. 《ORICON NEWS》. 오리콘. 2017년 8월 31일. 2017년 9월 1일에 확인함.
38. ↑  “후카다 쿄코 『Ｏｎｌｙ　Ｍｙ　Ｖｅｎｕｓ』”. 주사전NEWS. 2020년 8월 2일. 2020년 12월 26일에 확인함.
39. ↑  “사토 타케루 × 타카하시 잇세이, 첫 공동 출연! 오오토모 히로시 감독 「억남」에 후지와라 타츠야, 사와지리 에리카 등 호화 포진”. 《영화.com》. 2018년 3월 5일. 2018년 3월 6일에 확인함.
40. ↑  “실사 영화 「바람의 검심」2020년 여름 공개 결정! 에도 막부 말기와 메이지를 그리는 최종장을 2작 연속”. 영화나탈리. 2019년 4월 12일. 2019년 4월 12일에 확인함.
41. ↑  “사토 타케루 주연 영화 「바람의 검심 최종장」 내년 GW 공개 연기”. 《SANSPO.COM》 (산케이디지털). 2020년 5월 27일. 2020년 5월 28일에 확인함.
42. ↑  “시라이 아키라 연출 「레디언트·버민」에 다카하시 잇세이, 요시타카 유리코, 키무라 미도리코”. 스테이지나탈리. 2016년 2월 24일. 2016년 2월 24일에 확인함.
43. ↑  “「천보십이년의 셰익스피어」에 유즈키 후카, 츠지 카즈나가, 쥬리 사키호, 도이 케이토 등”. 스테이지나탈리. 2019년 5월 24일. 2019년 5월 24일에 확인함.
44. ↑  “「사카모토 유지 낭독극 2021」추가 캐스트에 후쿠시 소타 × 코시바 후우카, 나카노 타이가 × 츠치야 타오”. 《스테이지나탈리》 (주식회사나타샤). 2021년 3월 5일. 2021년 3월 5일에 확인함.
45. ↑  ““가짜”와“말로”에 마주보는, NODA·MAP「가짜 스피어」 주연 타카하시 잇세이”. 스테이지나탈리. 2021년 3월 4일. 2021년 3월 4일에 확인함.
46. ↑  “「토끼、파도를 달리다」는 “타인의 인생을 맡긴 작품”、노다 히데키가 감개 "좋은 연극이 되어서 다행"” (일본어). 2023년 12월 9일에 확인함.
47. ↑  “귀를 기울이면”. 《금요 시네마 클럽》. NTV. 2019년 1월 11일에 원본 문서에서 보존된 문서. 2019년 1월 19일에 확인함.
48. ↑  “타카하시 잇세이가 스나후킨에 「진심으로 기쁘다」 신작  애니메이션 「무민 계곡의 친구들」NHK BS4K 4월 시작”. 《Sponichi Annex》 (스포니치 신문사). 2019년 3월 8일. 2019년 3월 8일에 확인함.
49. ↑  “타카하시 잇세이, 해외 드라마의 더빙 첫 도전 「THIS IS US」 일본 상륙”. 《ORICON STYLE》. 2017년 7월 11일. 2017년 7월 11일에 확인함.
50. ↑  ““비서·카이바라” 타카하시 잇세이 주연 「민왕 번외편」인터넷 한정 전달”. 《ORICON STYLE》. 2016년 3월 23일. 2016년 3월 23일에 확인함.
51. ↑  “타카하시 잇세이와 타케이 에미가 시세이도의 단편 영상으로 공연 주제가는 네바얀”. CINRA.NET. 2017년 7월 7일. 2017년 9월 29일에 확인함.
52. ↑  “타카하시 잇세이가 오빠!? 미쯔칸의 WEB 동영상에 설렘이 멈추지 않는다”. 《ORICON NEWS》. 오리콘. 2018년 5월 2일. 2018년 5월 7일에 원본 문서에서 보존된 문서. 2018년 5월 6일에 확인함.
53. ↑  “타카하시 잇세이, 프랑스 여배우 레티시아 카스타와 새로운 해석 「신데렐라」에 도전”. 2018년 4월 26일. 2018년 4월 26일에 확인함.
54. ↑  “레티시아 카스타 × 타카하시 잇세이가 W 주연! 「Cinder Ella~있는 사랑과 자유 이야기」에 독점 밀착”. 《ELLE ONLINE》. 하스토후진가호샤. 2018년 5월 24일에 원본 문서에서 보존된 문서. 2018년 5월 24일에 확인함.
55. ↑  “타카하시 잇세이가 N 공간에서 「인류 탄생」을 탐색! 「연구자들과 이야기가 자꾸 탈선...(웃음)」”. 《TV LIFE web》. 학연 플러스. 2018년 2월 28일. 2018년 4월 1일에 확인함.
56. ↑  NHK 스페셜 | 인류 탄생 (3회 시리즈) 보관됨 2021-05-07 - 웨이백 머신, 일본 방송 협회, 2018년 5월 14일에 확인.
57. ↑  “다큐멘터리 「스파이의 아내」 ~여배우·아오이 유우가 도전하는 감독 구로사와 기요시의 세계~”. NHK. 2021년 3월 12일. 2021년 4월 29일에 원본 문서에서 보존된 문서. 2021년 5월 1일에 확인함.
58. ↑  타카하시 잇세이가 에레카시 노래! 커버 앨범에 가수로 참가 (2018년 1월 31일), 닛칸스포츠 2018년 1월 31일에 확인.
59. ↑  “타카하시 잇세이가 애타게 그리며 고뇌하는 데뷔 곡 MV”. 《음악나탈리》. 2019년 5월 28일. 2019년 5월 28일에 확인함.
60. ↑  《타카하시 잇세이가 미야모토 코지 프로듀스로 드라마 주제가를 노래 「아직도 꿈만 같다」》. 《영화나탈리》. 2019년 3월 26일. 2019년 3월 28일에 확인함.
61. ↑  “「컨피던스 어워드 드라마상」  남우조연상을 수상한 타카하시 잇세이”. 《Sponichi Annex》. 2015년 10월 15일. 2016년 6월 10일에 원본 문서에서 보존된 문서. 2016년 5월 29일에 확인함.
62. ↑  “제86회 더 텔레비전 드라마 아카데미상 남우조연상”.
63. ↑  “『일본 안경 베스트 드레서상』츠치야 타오, 타카하시 잇세이, 노기자카 46 등이 수상”. 《ORICON NEWS》 (oricon ME). 2017년 10월 11일. 2017년 10월 12일에 확인함.
64. ↑  “제30회 일본 안경 베스트 드레서상”. 《IOFT- 제30회 국제 안경 전시회 - 아시아 최대 규모의 안경 상담 전시회》. 리드 전시회 재팬. 2017년 9월 25일에 원본 문서에서 보존된 문서. 2017년 10월 12일에 확인함.
65. ↑  “첫 개최! 「Pen 크리에이터 어워즈 2017」 시상식”. 《DES.ART.》 (주식회사 알트 소포트). 2017년 12월 4일. 2019년 8월 29일에 원본 문서에서 보존된 문서. 2019년 8월 29일에 확인함.
66. ↑  “엘란도르상 역대 수상자 목록”. 일본 영화 텔레비전 프로듀서 협회. 2018년 1월 23일에 원본 문서에서 보존된 문서. 2018년 1월 22일에 확인함.
67. ↑  “제95회 더 텔레비전 드라마 아카데미상 남우조연상”.
68. ↑  보관됨 2018-04-28 - 웨이백 머신 제55회 갤럭시상 입상 작품 목록, [방송 비평 간담회 2018년 4월 27일에 확인.
69. ↑  “타카하시 잇세이, 베스트 지니스트상에 사복으로 등장 나카지마 유토「대단히 멋진」”. 《ORICON NEWS》. 2018년 10월 15일. 2018년 10월 19일에 확인함.
70. ↑  “다카하시 잇세이, 베스트 드레서상에 기쁨 「옷을 좋아해서 고맙다」”. 《마이 나비 뉴스》. 2018년 11월 28일. 2018년 11월 30일에 확인함.
71. ↑  “타카하시 잇세이가 남우조연상 첫 국내 영화상 / 영화 대상”. 《닛칸스포츠》. 2018년 11월 28일. 2018년 12월 14일에 확인함.
72. ↑  “아사다 마오, 가슴과 허리를 드러낸 대담한 드레스로 등장 타카하시 잇세이는 감동 「예쁘다」”. 《모델프레스》. 2019년 10월 24일. 2019년 10월 24일에 확인함.
73. ↑  “제102회 더 텔레비젼 드라마 아카데미상 남우조연상”.
74. ↑  “제45회 키쿠타 가즈오 연극상 대상은 도모토 코이치, 연극상 오카모토 켄이치·타카하시 잇세이 등”. 《스테이지나탈리》. 2020년 4월 28일. 2020년 4월 28일에 확인함.
75. ↑  “인터넷판 관보”. 2021년 2월 9일. 9쪽. 2021년 2월 9일에 원본 문서에서 보존된 문서. 2021년 2월 9일에 확인함.
76. ↑  “제107회 더 텔레비전 드라마 아카데미상”. 더 텔레비전 드라마 아카데미상. 2021년 5월 24일에 확인함.